# Кордюк Богдан
Богдан-Іван Кордюк (псевдо «Аркас», «Дік», «Новий», «Сніп»; 17 січня 1908, м. Львів — 26 лютого 1988, Мюнхен, ФРН) — крайовий провідник ОУН на західно-українських землях (травень 1932 — січень 1933).Борець  за незалежність України у ХХ сторіччі.

## Життєпис
У 1926 році закінчив Академічну гімназію у Львові, згодом став студентом Львівської політехніки та Львівського університету.
Активний учасник СУНМ (Союзу української націоналістичної молоді), протягом 1928–1929 входить до Проводу організації.
Член УВО, головний розповсюджувач газети «Сурма». За деякими даними, тимчасово виконував обов'язки бойового референта крайової команди УВО у травні 1930.
Член ОУН з 1929, заступник провідника Юнацтва КЕ ОУН ЗУЗ. У листопаді 1930 заарештований польською поліцією та засуджений до 18 місяців ув'язнення.
З травня 1932 по січень 1933 — крайовий провідник ОУН ЗУЗ. Через невдачу під час нападу на пошту в Городку 30 листопада 1932 усунений із посади та виїхав до Берліна. Працює в Українській Пресовій Службі в Берліні протягом 1934–1940, викладає у Берлінському університеті.
Влітку 1941 повернувся до Львова, де його у вересні того ж року заарештовує гестапо. Політв'язень німецьких концтаборів Заксенгаузен та Аушвіц.
Після війни проживає на еміграції, редактор журналу «Український Самостійник», член редакційної колегії журналу «Сучасність».
Помер 26 лютого у Мюнхені, похований на цвинтарі Вестфрідгоф.

## Праці
- Богдан Кордюк. ЄВГЕН КОНОВАЛЕЦЬ — ВІЙСЬКОВИЙ І ПОЛІТИЧНИЙ ОРГАНІЗАТОР, «Сучасність», ч.5(209), 1979